# Francesc Segalà Torres
Francesc Segalà Torres   (Barcelona, 1906 - Barcelona, 12 de desembre de 1963) fou un nedador i àrbitre català que va competir durant la dècada de 1920.
Membre del Club Natació Barcelona, en el seu palmarès destaquen quatre campionats de Catalunya de natació i sis d'Espanya. El 1928 va prendre part en els Jocs Olímpics d'Amsterdam, on fou setè en la prova dels 4x200 metres lliures del programa de natació. Feia equip amb Estanislau Artal, Ramon Artigas i Josep González.
Posteriorment esdevingué àrbitre de natació, salts i waterpolo del col·legi català, organisme del qual n'assumí la secretaria el 1930 i la presidència entre 1939 i 1943. Fou cofundador del col·legi espanyol (1943) i membre de la seva primera junta directiva. El 1964 va rebre la medalla extraordinària al mèrit esportiu de la federació catalana.